# Euphyia haemophaea
Euphyia haemophaea là một loài bướm đêm trong họ Geometridae.